# Mirrinutta
Mirrinutta (in greco antico: Μυρρινοῦττα?, Myrrinútta) era un demo dell'Attica. Si trovava probabilmente vicino alle attuali Nea Makri o Vourva, oppure, se Nea Makri fosse identificabile con Probalinto, Mirrinutta sarebbe stata a Yerotsakouli. Più difficile invece l'assegnazione ad una trittia.
Eufileto di Cidateneo, uno dei protagonisti dello scandalo delle Erme, aveva una proprietà in questo demo.